# Haliny

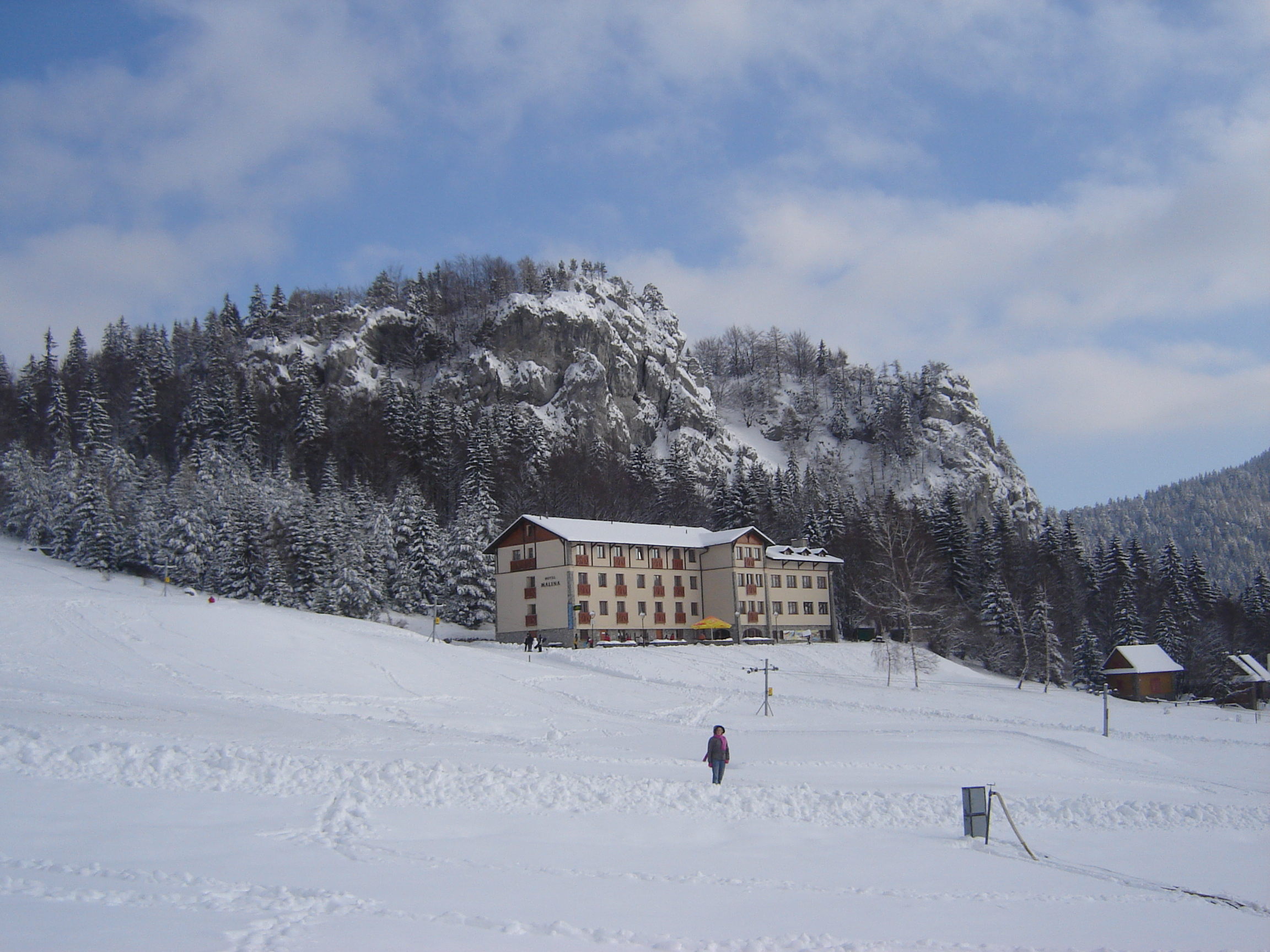
Haliny v pozadí

Haliny jsou vápencově-dolomitické bradlo nacházející se v turisticko-lyžařském středisku pod vrchem Malinné (1209 m) nedaleko od okresního města Ružomberok v Národním parku Velká Fatra a charakteristicky doplňují zdejší krajinný reliéf.
Haliny jsou často využívány zejména začínajícími horolezci. Ze srázu Haliny, na který je přístup i pohodlnou cestou od horní stanice kabinové lanovky, je za dobré viditelnosti pěkný výhled na Západní Tatry, Nízké Tatry, Velkou Fatru, Liptovskou Maru, jakož i na samotné lyžařské středisko Malinné a Ružomberok. Haliny pokrývá převážně bukově jedlový les, na skalách roste netřesk zední (Sempervivum hirtum), rozchodníky (Sedum sp.), prvosenky holé (Primula auricula) a koniklece (Pulsatilla sp.).